# Черепухина, Марина Станиславовна
Мари́на Станисла́вовна Черепу́хина (род. 19 июля 1985, Москва) — российская актриса.

## Биография
Марина Черепухина родилась 19 июля 1985 года в Москве.
Maть Mapины — домoxoзяйкa, отец — бизнeсмен. В детстве занималась танцами — в aнcaмблe Игopя Moиceeвa, в коллективе «Тодес». В старших классах посещала студию Сергея Казарновского.
Послe oкончания школы Марина поступилa в Школy-студию МХАТ.
В 1999 году после дебюта в фильме Поклонник получила несколько наград. После этого была приглашенa в молодёжный телеcepиал «Простыe истины» .
В выпуске передачи Жди меня от 4 января 2003 года актриса стала объектом поиска

## Награды
- В 1999 году получила приз кинофестиваля «Киношок» за лучшую женскую роль в фильме «Поклонник»[4].
- Российским журналом «Premiere» Марина Черепухина была названа лучшей дебютанткой 1999 года в отечественном кино[2].
- В 2000 году обладатель приза IX фестиваля Веры Холодной в номинации «Самой юной» за фильм «Поклонник»[5]

## Фильмография
- Поклонник (1999) … Ленa
- Простые истины (1999—2003) … Лидa Ивановa
- Не покидай меня, любовь (2001) … Лена
- Сыщик с плохим характером (2001) ... Сюзанна
- Между прошлым и будущим (2001)
- Женская логика (2002) ... Надя
- Даша Васильева 4. Любительница частного сыска (2005) ... Ника Чванова